# Discografie van Saga
Hieronder volgen de discografie en filmografie van de Canadese rockband Saga.

## Chapters
1. Images (Chapter One), #6 op Images at Twilight (1979)
2. Don't Be Late (Chapter Two), #1 op Silent Knight (1980)
3. It's Time (Chapter Three), #1 op Images at Twilight (1979)
4. Will It Be You? (Chapter Four), #4 op Saga (1978)
5. No Regrets (Chapter V), #7 op Worlds Apart (1981)
6. Tired World (Chapter Six), #8 op Saga (1978)
7. Too Much To Lose (Chapter Seven), #5 op Silent Knight (1980)
8. No Stranger (Chapter VIII), #9 op Worlds Apart (1981)
9. Remember When (Chapter IX), #1 op Full Circle (1999)
10. Not This Way (Chapter X), #8 op Full Circle (1999)
11. Ashes To Ashes (Chapter XI), #4 op House of Cards (2001)
12. You Know I Know (Chapter 12), #5 op Marathon (2003)
13. Uncle Albert's Eyes (Chapter XIII), #4 op Full Circle (1999)
14. Streets of Gold (Chapter 14), #5 op Marathon (2003)
15. We'll Meet Again (Chapter XV), #9 op House of Cards (2001)
16. Worlds Apart (Chapter 16), #11 Marathon (2003)

## Studioalbums
- Saga (1978)
- Images at Twilight (1979)
- Silent Knight (1980)
- Worlds Apart (1981)
- Heads or Tales (1983)
- Behaviour (1985)
- Wildest Dreams (1987)
- The Beginner's Guide to Throwing Shapes (1989)
- The Security of Illusion (1993)
- Steel Umbrellas (1994)
- Generation 13 (1995)
- Pleasure & The Pain (1997)
- Phase One (1998)
- Full Circle (1999)
- House of Cards (2001)
- Marathon (2003)
- Network (2004)
- Trust (2006)
- 10,000 Days (2007)
- The Human Condition (2009)
- 20/20 (2012)
- Sagacity (2014)
- Symmetry (2021)

## Livealbums
- In Transit (1982)
- Detours (1998)
- Chapters Live (2005)
- Worlds Apart Revisited (2007)
- Contact: Live in Munich (2008)
- Spin It Again! Live in Munich (2014)
- So Good So Far - Live at Rock of Ages (2018; gedeeltelijk registratie van concert in Seebronn, 29 juli 2017)
- Memories of midnight - The full 1986 Mainz, Germany Broadcast (2020)

## Compilaties
- Time's Up (1986)
- The Works (1991)
- Wind Him Up (1992)
- All The Best 1978 - 1993 (1993)
- The Very Best Of Saga (1994)
- Defining Moments (Volume 1) (1994)
- Wildest Dreams (1995)
- How Do I Look? (1997)
- Remember When, The Very Best Of Saga (2006)

## Dvd's
- Silhouette (2003)
- Marathon World Tour, The Official Bootleg (2003)
- All Areas (2004)
- Worlds Apart Revisited (2007)

| Dvd's met hitnoteringen in de Nederlandse Music Top 30 | Datum van verschijnen | Datum van binnenkomst | Hoogste positie | Aantal weken | Opmerkingen |
| ------------------------------------------------------ | --------------------- | --------------------- | --------------- | ------------ | ----------- |
| Contact - Live in Munich                               | 2009                  | 21-03-2009            | 20              | 1            |             |
| Spin it again! Live in Munich                          | 2013                  | 05-10-2013            | 26              | 1            |             |

## Cd-roms
- Softworks (1994)

## Singles
- How Long
- It's Time
- Mouse In A Maze
- Slow Motion
- What's It Gonna Be
- Don't Be Late
- Careful Where You Step
- On The Loose
- Wind Him Up
- Time's Up
- How Long (live)
- The Flyer
- Scratching The Surface
- Take A Chance
- What Do I Know?
- Misbehaviour
- Angel
- Only Time Will Tell
- Gotta Love It
- The Call
- (You Were) Never Alone
- Why Not?
- On The Loose
- Home
- Money Talks
- It's Your Live